# Amanda Valentine
Amanda „Mandy“ Valentine (* 25. Juli 1990 in Ottawa) ist eine kanadisch-deutsche Eiskunstläuferin.

## Biografie
Mandy Valentine ist die Tochter des früheren kanadischen Eishockey-Profis Chris Valentine. Mit dem Eiskunstlaufen begann sie im Alter von fünf Jahren in Düsseldorf, wo ihr Vater als Spieler und Trainer engagiert war. Infolge seines  Wechsels zu Adler Mannheim startete auch Mandy ab 1999 für den Mannheimer ERC. Zweimal in Folge gewann die von Günter Zöller trainierte Läuferin in ihrer jeweiligen Altersklasse den nationalen Meistertitel.
Chris Valentine beendete 2003 seine Trainerkarriere in Deutschland und ging mit seiner Familie zurück nach Kanada. Seitdem lebt Mandy Valentine in Kanata, einem Vorort von Ottawa. Für den Nepean Figure Skating Club nahm sie an nationalen und internationalen Juniorenwettbewerben teil. Bis 2008/09 trainierte sie am B. C. Centre of Excellence in Burnaby bei Joanne McLeod und startete für den North Shore Winter Club.

## Erfolge/Ergebnisse

### Deutsche Meisterschaften
- 2002 – 1. Rang (Nachwuchs)
- 2003 – 1. Rang (Junioren)

### Kanadische Meisterschaften
- 2004 – 1. Rang (Novice)
- 2005 – 3. Rang (Junioren)
- 2006 – 10. Rang (Junioren)
- 2007 – zurückgezogen